# فيران سوريانو
فيران سوريانو (بالإسبانية: Ferran Soriano i Compte)‏ هو شخصية أعمال إسباني، ولد في 16 يونيو 1967 في برشلونة في إسبانيا.